# Księżomierz Gościeradowska (osada leśna)
Księżomierz Gościeradowska – nazwa zniesiona, osada leśna w Polsce, położona w województwie lubelskim, w powiecie kraśnickim, w gminie Gościeradów.
Nazwa miejscowości została zniesiona z 1.01.2024 r. Jednocześnie w gminie Gościeradów zniesiono nazwę Księżomierz, a nazwę jej części Ulica Gościeradowska zmieniono na Księżomierz Gościeradowska.
W latach 1975–1998 miejscowość administracyjnie należała do województwa tarnobrzeskiego.